# Hillary Chute
Hillary Chute est une universitaire américaine, spécialiste de la littérature anglophone ainsi que des bandes dessinées, comics et narrations visuelles. Elle dispense des cours d'art et design et de lettres à l'université du Nord-Est. Elle a exercé auparavant à l'université de Chicago dans la faculté d'anglais et celle des arts visuels. Elle a aussi été professeur invité à l'université Harvard, et, de 2007 à 2010, membre de la Harvard Society of Fellows.

## Travaux et parcours professionnel
En 2010, Chute publie sa première étude universitaire, Graphic women, fondée sur les œuvres d'Aline Kominsky-Crumb, Phoebe Gloeckner, Lynda Barry, Marjane Satrapi et Alison Bechdel. Dans son second livre, Disaster Drawn (2016), l'auteure analyse les évolutions du graphisme en tant que source documentaire sur des évènements historiques. Pour illustrer la représentation des catastrophes issues de la guerre, Chute s'appuie sur les œuvres de Jacques Callot, Francisco Goya, Keiji Nakazawa, Art Spiegelman et Joe Sacco.
En 2006, Chute participe à la rédaction de Graphic narrative, un hors-série sur le graphisme de la Modern Language Association. Dans cette même association, elle fonde en 2009 le groupe de discussion sur les bandes dessinées et les narrations visuelles (Discussion Group on Comics and Graphic Narratives).
En 2011, Chute collabore à MetaMaus avec Art Spiegelman ; l'ouvrage remporte le National Jewish Book Award dans la catégorie « biographie, autobiographie, mémoires » ainsi que le prix Eisner dans la catégorie « Meilleur livre consacré à la bande dessinée »,.
En 2012, à l'université de Chicago, elle collabore avec Bechdel pour la chaire Lines of Transmission: Comics and Autobiography et pour la conférence Comics: Philosophy and Practice. En 2014 paraît Outside the box, livre d'entretiens menés par Chute auprès d'auteurs contemporains de comics et bandes dessinées. Cette même année, Chute & Bechdel publient conjointement la narration graphique Bartheses (sur Roland Barthes) dans Critical Inquiry (en).
Chute a aussi rédigé des articles sur la poésie dans les bandes dessinées pour la revue Poetry. Par ailleurs, elle a exercé pour The New York Review of Books en tant que journaliste critique de comics,,.

## Ouvrages publiés
- Graphic Women: Life Narrative and Contemporary Comics (Columbia University Press, 2010)  (ISBN 978-0-231-15062-0)[13]
- Outside the Box: Interviews with Contemporary Cartoonists (University of Chicago Press, 2014)  (ISBN 9780226099446)[14]
- Why Comics?: From Underground to Everywhere (HarperCollins, 2017)
- Disaster Drawn: Visual Witness, Comics and Documentary Form (Harvard University Press, 2016)
- Comics & Media: A Critical Inquiry Book, co-rédigé avec Patrick Jagoda (University of Chicago Press, 2014)
- MetaMaus d'Art Spiegelman, rédactrice adjointe (Pantheon Books, 2011) -  (ISBN 2-08-067534-6) Voir la section sur MetaMaus dans l'article principal Maus